# 393.ª Divisão de Infantaria (Alemanha)
A 393ª Divisão de Infantaria (em alemão:393. Infanterie-Division) foi uma unidade militar que serviu no Exército alemão durante a Segunda Guerra Mundial.

## Comandantes
| Comandante                                 | Data                                      |
| ------------------------------------------ | ----------------------------------------- |
| Generalleutnant Theodor Freiherr von Wrede | 10 de março de 1940 - 7 de maio de 1940   |
| General der Infanterie Karl von Oven       | 7 de maio de 1940 - ? de setembro de 1940 |

## Área de operações
| Polônia | de março de 1940 - setembro de 1940 |